# Albert Heine

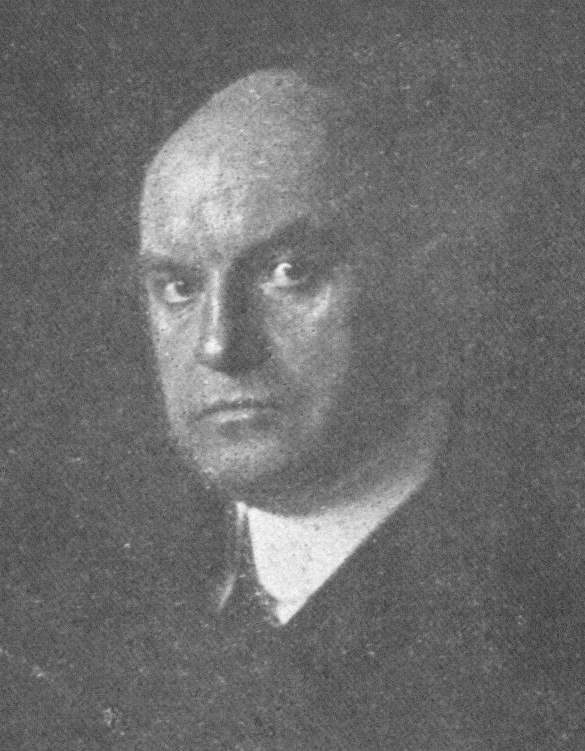
Albert Heine, Ausschnitt aus einem Photo von Franz Xaver Setzer (1918)

Albert Heine (* 16. November 1867 in Braunschweig; † 13. April 1949 in Westerland, Sylt) war ein deutscher Schauspieler und Regisseur sowie von 1918 bis 1921 Direktor des Wiener Burgtheaters.

## Leben
Der Sohn eines Braunschweiger Schlossermeisters legte das Abitur am Martino-Katharineum Braunschweig ab und beendete eine daran anschließende Kaufmannslehre. Er ging 1891 als Volontär an das Königliche Schauspielhaus in Berlin. Zwischen 1900 und 1905 war er gelegentlich, ab 1910 ständig am Burgtheater engagiert. Ab 1910 betätigte er sich dort auch als Regisseur.
Nach dem Zusammenbruch der Habsburgermonarchie 1918 übernahm er bis 1921 die Direktion des Hauses, das nach Übernahme der k.k. Hoftheater durch die Republik nur mehr Burgtheater hieß. Zudem wirkte er in einigen österreichischen Stummfilmproduktionen als Schauspieler und Regisseur mit.
In dieser politisch unruhigen und von wirtschaftlicher Not geprägten Nachkriegszeit bemühte sich Albert Heine, eine künstlerische Kontinuität zu bewahren. Er war es, der Raoul Aslan an das Burgtheater engagierte und der zeitgenössische Dramen von Anton Wildgans (Uraufführung von Dies irae), Carl Sternheim und Henrik Ibsen zur Aufführung brachte. Er war auch ein Wegbereiter für das expressionistische Bühnenbild.
1921 trat er als Direktor zurück, um wieder als Schauspieler und Regisseur arbeiten zu können. Mitentscheidend für seinen Rücktritt dürften jedoch die Differenzen mit dem Ensemble bezüglich eines Engagements von Max Reinhardt gewesen sein. Dieser wollte am Burgtheater nur ein Gastspiel geben, wenn er dazu einen Teil seiner Berliner Schauspieler hätte mitbringen können. Aus Angst um den Arbeitsplatz in dieser wirtschaftlich schlechten Zeit stieß diese Forderung jedoch auf vehementen Widerstand des Wiener Ensembles.
1936 wurde er Ehrenmitglied des Burgtheaters. Von 1914 bis 1937 lehrte er an der Akademie für Musik und darstellende Kunst (heute Universität für Musik und darstellende Kunst) in Wien.

## Filmografie
| - 1922: Der hinkende Teufel - 1922: Don Juan – Vera-Filmwerke - 1924: Der Fluch - 1924: Pension Groonen - 1926: Die Brandstifter Europas - 1929: Spiel um den Mann | - 1929: Der Monte Christo von Prag - 1930: Dämon Verführer – Vera-Filmwerke - 1933: Die Tochter des Regiments - 1934: Das Fähnlein der sieben Aufrechten - 1936: Schatten der Vergangenheit |